# August (album)
Pour les articles homonymes, voir August.
Albums de Eric Clapton
Behind the Sun
(1985) Crossroads
(1988)
August est le dixième album studio de Eric Clapton sorti en 1986.

## Historique
Produit principalement par Phil Collins, en collaboration avec l'associé de longue date de Clapton, Tom Dowd, c'est l'album de Clapton le plus vendu à l'époque.
Le titre « August » a été choisi au dernier moment pour la naissance de son fils Conor.  
À noter la participation des frères Brecker, Michael au saxophone et Randy à la trompette.  Aussi sur Tearing Us Apart de Tina Turner (chanson qui sera reprise par Katie Kissoon, Tessa Niles et Sheryl Crow quelques années plus tard). It’s in The Way You Use It est de  la B.O. du film La Couleur de l'argent.

## Titres
1. It's in the Way That You Use It (Eric Clapton/Robbie Robertson) – 4:11
2. Run (Lamont Dozier) – 3:39
3. Tearing Us Apart (Clapton/Greg Phillinganes) – 4:15
4. Bad Influence (Robert Cray/Phillinganes) – 5:09
5. Walk Away (Richard Feldman/Marcella Detroit) – 3:52
6. Hung Up on Your Love (Dozier) – 3:53
7. Take a Chance (Clapton/Phillinganes) – 4:54
8. Hold on (Clapton/Phil Collins) – 4:56
9. Miss You (Clapton/Bobby Colomby/Phillinganes) – 5:06
10. Holy Mother (Stephen Bishop/Clapton) – 4:55
11. Behind the Mask (Chris J. Mosdell/Ryuichi Sakamoto). – 4:47
12. Grand Illusion (Bob Farrell/Dave Robbins/Wesly Stephenson)– 6:23

## Musiciens
- Eric Clapton - guitare, chant
- Laurence Cottle - basse (1)
- Nathan East - basse (2-12)
- Gary Brooker - claviers (1), chœurs (1)
- Greg Phillinganes - claviers (2-12), chœurs (2-12)
- Richard Feldman - claviers additionnels (5)
- Richard Cottle - synthétiseur (1)
- Henry Spinetti - batterie (1)
- Phil Collins - batterie (2-12), percussions (2-12), chœurs (2-12)
- Michael Brecker - saxophone (2, 4, 6, 7, 9)
- Randy Brecker - trompette (2, 4, 6, 7, 9)
- Jon Faddis - trompette (2, 4, 6, 7, 9)
- Dave Bargeron - trombone (2, 4, 6, 7, 9)
- Leon Pendarvis - arrangements des cuivres (2, 4, 6, 7, 9)
- Tina Turner - chant (3), chœurs (8)
- Katie Kissoon - chœurs (7, 10, 11)
- Tessa Niles - chœurs (7, 10, 11)
- Magic Moreno - chœurs (7)

## Ingénieurs du son
- Stephen Chase
- Paul Gommersall
- Peter Hefter

## Charts

### Album
| Pays       | Position |
| ---------- | -------- |
| États-Unis | 37       |
| Norvège    | 12       |
| Suède      | 7        |
| Suisse     | 23       |

### Singles
| Nom                             | Pays            | Position |
| ------------------------------- | --------------- | -------- |
| It's in the Way That You Use It | Grande-Bretagne | 77       |
| Tearing Us Apart                | Grande-Bretagne | 56       |
| Holy Mother                     | Grande-Bretagne | 95       |